# Måns Parsjö
Måns Parsjö, född den 1 januari 1994, är en svensk innebandysspelare som spelar för Storvreta och svenska landslaget.
Parsjö har tagit tre SM-guld med Storvreta och har med det svenska landslaget vunnit guld i World Games år 2025. Han har blivit utsedd till Årets målvakt i SSL 2016 och 2019.